# Литовцы в Великобритании
Литовцы в Великобритании (англ. Lithuanians in the United Kingdom, лит. Didžiosios Britanijos lietuviai)  ―  родившиеся в Литве лица, которые мигрировали в Великобританию, а также их потомки, родившиеся в Великобритании. По результатам переписи населения Великобритании 2011 года число литовцев составило 95730 человек в Англии, 1353 в Уэльсе, 4287 в Шотландии, 7341 в Северной Ирландии. Предыдущая перепись населения 2001 года зарегистрировала 4363 литовца. В 2013 году Национальная статистическая служба Великобритании оценила численность иммигрантов из Литвы в 144 тысячи человек.
Значительное число литовцев прибыло в Великобританию после вступления Литвы в Европейский союз в 2004 году, однако с начала XX века в Великобритании уже существовали литовские общины, особенно в Глазго и Лондоне. В Шотландии первые литовцы появились в конце XIX века. В период с 1886 по 1914 год каждый четвёртый литовец эмигрировал из Литвы, причём большинство из них уехали в 1890-е — 1900-е годы. Некоторые из этих эмигрантов уклонялись от призыва на военную службу в российскую армию, некоторые боролись за независимость Литвы, другие были избегающими преследований евреями, часть мигрантов спасалась от бедности. Литовское население Шотландии, по оценкам, выросло в те годы с нескольких сотен до 7000 человек. Приблизительно 2000 литовцев поселились в других частях Великобритании в течение этого периода. Около 15 000 литовцев также временно проживали в Шотландии, а затем мигрировали в другие страны, главным образом в США. По данным BBC, некоторые мигрировали в Шотландию, потому что не могли позволить себе поездку в США, тогда как другие становились жертвами обмана.